# Stefano Giovanardi
Stefano Giovanardi (Roma, 28 gennaio 1949 – Roma, 30 ottobre 2012) è stato un critico letterario italiano.
Ordinario di Letteratura italiana moderna e contemporanea all'Università del Molise, aveva precedentemente insegnato presso il dipartimento di italianistica dell'Università "La Sapienza" di Roma e all'Università di Pavia.

## Biografia
Critico letterario per La Repubblica e L'Espresso, fu autore di saggi e interventi su Gabriele D'Annunzio, Luigi Pirandello, Carlo Emilio Gadda, Corrado Alvaro, Tommaso Landolfi, Cesare Pavese, Gesualdo Bufalino, Andrea Rossetti.
Tra le sue opere si ricordano: La critica e Palazzeschi (Cappelli, 1975); La presenza ignota. Indagini sulla poesia simbolista italiana fra Otto e Novecento (Istituto Enciclopedia Italiana, 1982); La favola interrotta. Appunti di critica letteraria (Transeuropa, 1990).
Nel 1995 curò con Vincenzo De Caprio l'opera I testi della letteratura italiana (Einaudi), nel 1996 con Maurizio Cucchi l'antologia Poeti italiani del secondo '900 (Arnoldo Mondadori Editore), mentre del 2004 è il primo volume della Storia della narrativa italiana del Novecento (Feltrinelli) che ha firmato con Giovanna De Angelis e del 2006 il volume (Im)pure tracce. Caratteri della poesia italiana del '900 (Unicopli), da lui scritto insieme a Giorgio Bàrberi Squarotti e Niva Lorenzini.
Fu membro delle giurie di importanti premi letterari italiani, tra i quali il Premio Strega.
Morì nel 2012 all'età di 63 anni.